# 红尾圆鲹
红尾圆鲹（学名：Decapterus akaadsi）为輻鰭魚綱鱸形目鱸亞目鲹科圆鲹属的鱼类，分布於西太平洋日本南部至南中國海海域，為亞熱帶海水魚，體長可達30公分，分布於大陸棚邊緣，生活習性不明，可做為食用魚。